# Cor
|  | Per a altres significats, vegeu «Cor (desambiguació)». |

El cor és un òrgan muscular anatòmicament complex, que impulsa la sang a través dels vasos sanguinis del sistema circulatori, la qual proveeix les cèl·lules de l'organisme amb oxigen i nutrients. És l'element central del mediastí, la regió anatòmica compresa entre els dos pulmons.
En mamífers i ocells, el cor es divideix en quatre cambres: l'atri dret, l'atri esquerre, el ventricle dret i el ventricle esquerre. En canvi, els peixos tenen únicament un atri i un ventricle, mentre que els rèptils disposen de tres cambres. El flux de sang en els cors sans només té un sentit, fenomen que s'assegura gràcies a la presència de vàlvules cardíaques.
El cor es troba envoltat per un sac protector, el pericardi, que conté una petita quantitat de líquid amortidor. Internament, el cor està constituït per tres capes histològiques diferents: l'epicardi, el miocardi i l'endocardi.
El bombament de sang del cor requereix de dos moviments complementaris, la sístole, o contracció, i la diàstole, o relaxació. La sang surt del cor sempre a través de les artèries, concretament l'artèria aorta i les artèries pulmonars; mentre que hi torna a entrar a través de la vena cava i les venes pulmonars.
El cor d'un vertebrat es compon de múscul cardíac, un teixit de múscul estriat involuntari que només es troba en aquest òrgan. El cor humà mitjà, bategant a 72 pulsacions per minut, batrà aproximadament 2.500 milions de vegades al llarg de la vida (uns 66 anys). Pesa una mitjana de 250-300 g en les femelles i 300-350 g en els mascles.

## Embriologia
Les cèl·lules cardíaques progenitores de l'epiblast embrionari migren fins a la làmina esplàncnica del mesoderma, on formen la regió cardiogènica. S'hi desenvolupen dues estructures tubulars que es fusionen i creen un únic tub cardíac primitiu, anomenat cor tubular, el qual té una capa externa i una interna i una porció proximal i una distal. Aquest tub primitiu dona lloc a un seguit de dilatacions successives: si, atri, ventricle, bulb i tronc. Al llarg del procés de creixement de l'embrió aquest tub es plegarà sobre si mateix alhora que les dilatacions primitives es modificaran per a donar lloc a les cavitats definitives; del si deriva el si venós (retorn de la circulació coronària), l'atri donarà lloc a les aurícules un cop separades pel septe interatrial. El ventricle primitiu i el bulb es diferencien en els ventricles mentre que l'evolució del tronc cardíac donarà lloc als trams inicials de les artèries aorta i pulmonar.
El període comprés entre la segona i la setena setmana d'embaràs és crucial pel que fa al possible desenvolupament de cardiopaties congènites, en especial de les que són producte d'agents o factors teratogènics. Les cardiopaties congènites que provoquen cianosi en el nounat poden estar formades per lesions obstructives que afecten al cor dret, al esquerre o simultàniament al flux sanguini pulmonar i sistèmic.

## Estructura

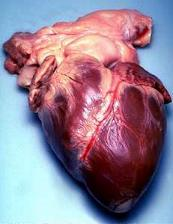
Cor humà retirat d'un home de 64 anys

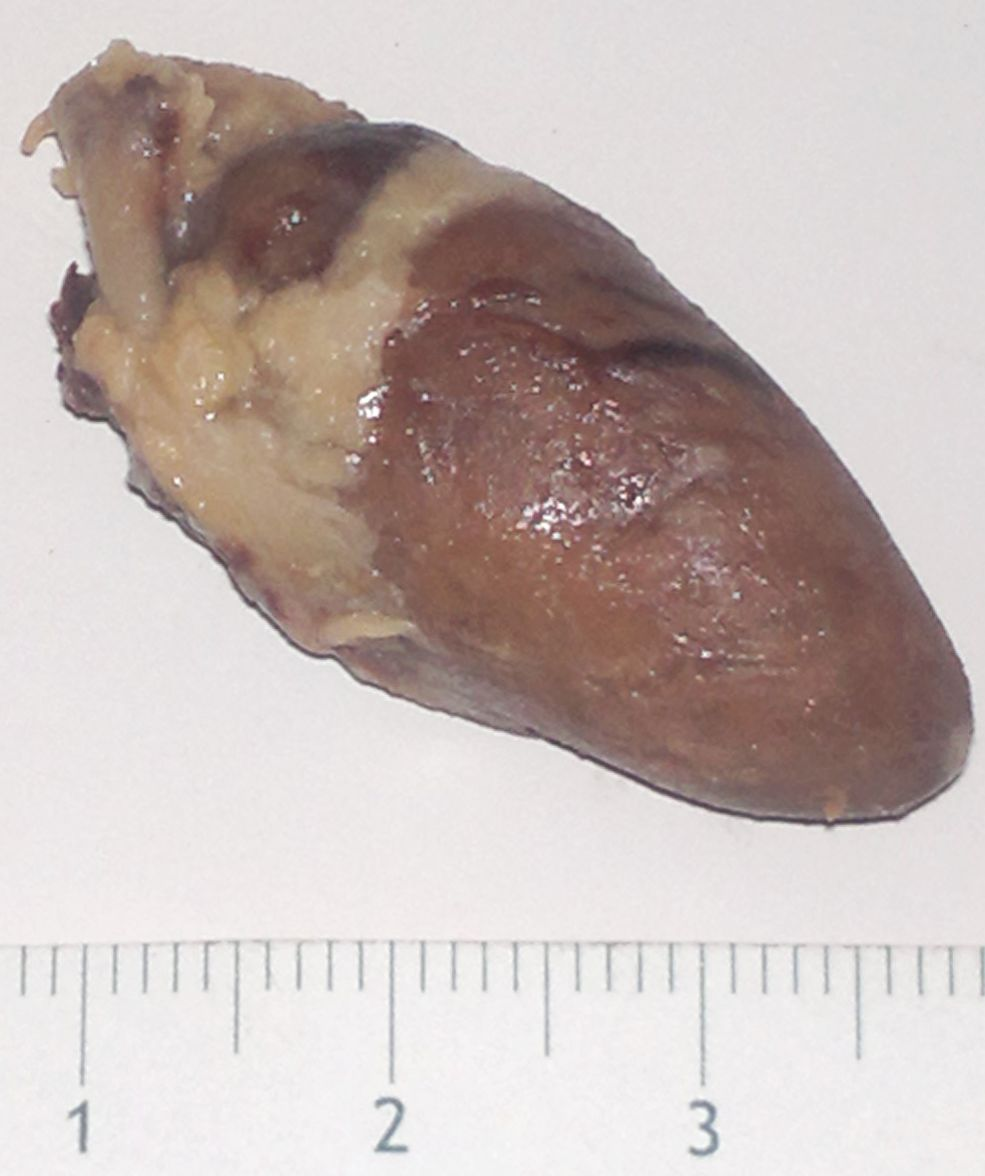
Cor de pollastre

L'estructura del cor varia entre les diferents branques del regne animal (vegeu sistema circulatori):
Els equinoderms no tenen cor pròpiament dit i la sang es mou per la contracció dels vasos.
En els tunicats el cor és envoltat pel pericardi sense vasos i amb llacunes. Bomba l'hemolimfa amb ones peristàltiques que canvien de direcció de forma regular.
En els anèl·lids (els poliquets, cucs de terra i sangoneres) hi ha un o dos vasos contràctils al llarg del cos que generen petites dilatacions pulsatives.
Els artròpodes (insectes, aràcnids, crustacis…) tenen el cor en forma de canal longitudinal perforat per unes obertures anomenades ostíols i envoltat per un pericardi.
En els mol·luscs el cor té un ventricle i una aurícula o dues, bé que els cefalòpodes tenen circulació doble i tancada amb un cor que té dues aurícules i dos ventricles. Cadascuna de les seves cavitats cardíaques està formada per miòcits que es contrauen simultàniament sota el control d'estímuls nerviosos, igual que en els vertebrats.
Els pops tenen dos "cors branquials" i un "cor sistèmic".
En els peixos, pel cor només passa sang venosa. El si venós, l'aurícula, el ventricle i un bulb arterial formen una S, i en el bulb hi ha una sèrie de vàlvules semilunars que no deixen retrocedir la sang.
Els taurons tenen un pericardi cartilaginós ple de líquid. Durant la sístole, el volum del ventricle disminuex i la pressió dins del pericardi es torna negativa (de 3 a -1 mmHg). Això ajuda a omplir l'aurícula gràcies a un efecte de succió. A més, quan ho necessiten els taurons poden augmentar la quantitat de sang expulsada pel ventricle un 40% drenant el seu líquid pericardíac cap a l'abdomen a través d'un conducte que comunica el pericardi amb el peritoneu.
En els amfibis i la majoria de rèptils hi ha un sistema circulatori doble, però el cor no sempre està separat en dues bombes.
En els amfibis tenen un cor tricameral, amb dues cambres que bomba la sang a les brànquies, i d'aquí va a la resta del cos. La sang va a un si venós, d'on passa a l'aurícula dreta i al ventricle, dividit incompletament en dues zones, raó per la qual es mesclen en part la sang venosa i l'arterial; de la part dreta del ventricle passa al bulb, on una vàlvula espiral l'envia als pulmons. S'ha descrit algun rar cas de malformació cardíaca neonatal, sense a penes supervivència del nadó, amb característiques morfològiques similars a les del cor d'un amfibi.
En els rèptils no hi ha el si venós: tenen el cor amb dues aurícules i dos ventricles amb un septe interventricular incomplet, excepte en els crocodilians, en els quals és tapat completament.
En els ocells i els mamífers ambdós ventricles són separats i representen el grau màxim de compartimentalització del cor, amb un total de quatre cambres del cor; es creu que el cor tetracameral dels ocells evolucionà independentment del dels mamífers. La sang passa de l'aurícula dreta al ventricle dret i de l'aurícula esquerra al ventricle esquerre a través dels orificis auriculoventriculars, per la qual cosa en aquests animals la sang venosa i l'arterial no es barregen.

## Cor humà
| Algunes xifres clau del cor humà (mitjanes) | Algunes xifres clau del cor humà (mitjanes)                                                                     |
| ------------------------------------------- | --- |
| Longitud                                    | 15 cm |
| Pes                                         | 300 g |
| Volum per batec                             | 70-90 ml per batec                                                                                              |
| Cabal cardíac en repòs                      | 4,9 litres |
| Cabal cardíac en esforç intens              | 20–25 litres |
| Força                                       | 0,8 joules per batec (ventricle esquerre) 0,16 joules per batec (ventricle dret) 100.000 joules per dia (junts) |

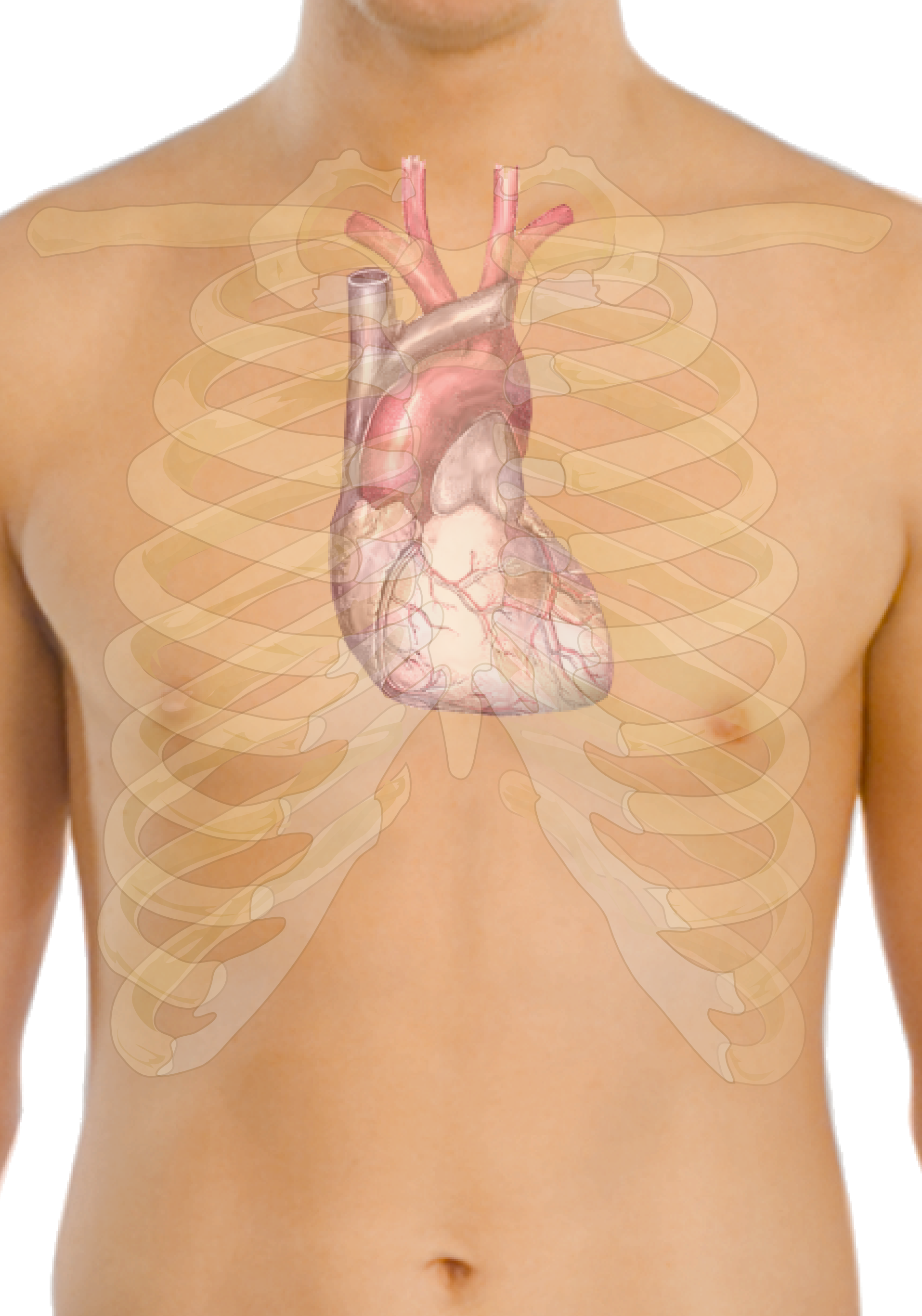
Anatomia de superfície del cor. El cor és demarcat per:
-Un punt 9 cm a l'esquerra de la línia medioesternal (àpex del cor)
-La setena articulació esternocostal de la dreta
-La vora superior del tercer cartílag costal dret, a 1 cm de la línia esternal dreta
-La vora inferior del segon cartílag costal esquerre, a 2,5 cm de la línia esternal lateral esquerra

La forma del cor sembla un con arrodonit de la mida d'un puny, la punta del qual es troba avall i lleugerament a l'esquerra. En el tòrax humà, el cor es troba generalment una mica a l'esquerra, darrere l'estèrnum, però en alguns casos rars es troba a la banda dreta (una condició anomenada «dextrocàrdia»), generalment en els que pateixen situs inversus (els òrgans estan distribuïts en una imatge de mirall de la seva distribució normal). Amb certa freqüència, aquesta peculiar anomalia forma part d'una síndrome de Kartagener. Hom es nota el cor a l'esquerra perquè el cor esquerre (ventricle esquerre) és més fort (bomba sang a totes les parts del cos). El pulmó esquerre és més petit que el dret perquè el cor ocupa una major part de l'hemitòrax esquerre. El cor està flanquejat pels pulmons, és alimentat per la circulació coronària i està embolcallat per un sac conegut com a pericardi. El pericardi consisteix en dues parts: una externa (el pericardi fibrós, fet de teixit connectiu dens) i una interna (el pericardi serós). El pericardi serós recobreix l'exterior del cor (làmina visceral o epicardi) i la superfície interior del pericardi fibrós (làmina parietal). En els humans, el sac pericardíac conté 15–35 ml d'un fluid ric en fosfolípids produït per les cèl·lules mesotelials de les làmines parietal i visceral (líquid pericardíac), que redueix la fricció durant les contraccions del cor. En condicions normals, el drenatge d'aquest líquid l'efectua principalment la xarxa de vasos limfàtics del pericardi. Quan hi ha una acumulació anormal de líquid transsudat o exsudat en el espai pericardíac (vessament pericardíac) s'altera el correcte ompliment de les cavitats cardíaques, el cabal durant la diàstole és menor i, consegüentment, disminueix la perfusió sanguínia dels òrgans. Si el volum del vessament és molt alt pot ocasionar un tamponament cardíac. El cor se situa al mediastí, l'espai central de la cavitat toràcica. El mediastí està delimitat lateralment per les cavitats pulmonars dreta i esquerra, que allotgen els pulmons, i també conté altres estructures, com l'esòfag i la tràquea.
Un cor sa representa aproximadament el 0,5% del pes corporal humà, amb una mitjana d'entre 300 i 350 grams. La hipertròfia de les cèl·lules musculars cardíaques, per sobre d'aproximadament dels 500 grams, l'anomenat "pes cardíac crític", augmenta el risc d'una manca de subministrament d'oxigen al cor engrandit, car els vasos coronaris que hi aporten la sang no creixen en la mateixa mesura. El cor té una activitat metabòlica molt alta i un correcte flux de sang provinent de les artèries coronàries és imprescindible per evitar la isquèmia i mantenir la integritat del teixit miocardíac. Ara bé, la capacitat de vasodilatació d'aquestes artèries davant un augment important de la necessitat d'oxigen del cor, com ara el causat per la taquicàrdia o l'exercici intens, és limitada.
L'àpex és el punt rom situat en direcció inferior (apuntant avall i cap a l'esquerra). Es pot posar un estetoscopi directament sobre l'àpex per tal de comptar els batecs. Se situa posteriorment al cinquè espai intercostal, una mica medialment de la línia medioclavicular. És el lloc de la paret toràcica on l'impuls del cor es palpa millor. En casos d'aneurisma del ventricle esquerre el batec apical pot arribar a ser visible.

### Morfologia cardíaca

#### Cavitats cardíaques
El cor humà d'un adult sa és de la mida d'un puny, clàssicament es divideix en quatre cavitats, dues de superiors anomenades aurícules i dues d'inferiors anomenades ventricles. Les aurícules reben la sang del sistema venós, passen als ventricles i des d'aquí surten a la circulació arterial.
L'aurícula dreta i el ventricle dret formen el que clàssicament es denomina el cor dret. Rep la sang que prové de tot el cos, que desemboca a l'atri dret a través de les venes caves inicial i inferior. Aquesta sang, baixa en oxigen, arriba al ventricle dret, des d'on és tramesa a la circulació pulmonar per l'artèria pulmonar. Atès que la resistència de la circulació pulmonar és menor que la sistèmica, la força que ha de fornir el ventricle és menor, raó per la qual la seva mida muscular és considerablement menor al del ventricle esquerre.
L'aurícula esquerra i el ventricle esquerre formen l'anomenat cor esquerre. Rep la sang de la circulació pulmonar, que desemboca a través de les quatre venes pulmonars a la porció superior de l'aurícula esquerra. Aquesta sang està oxigenada i prové dels pulmons. El ventricle esquerre l'envia per l'artèria aorta per a distribuir-la per tot l'organisme.
El teixit que separa el cor dret de l'esquerre s'anomena septe o envà. Funcionalment, es divideix en dues parts no separades: la superior o envà interauricular, i la inferior o envà interventricular. Aquest últim és especialment important, ja que per ell discorre el fascicle de His que permet portar l'impuls a les parts més baixes del cor.

#### Vàlvules cardíaques
Les vàlvules cardíaques són les estructures que separen unes cavitats de les altres, evitant que hi hagi reflux retrògrad. Estan situades al voltant dels orificis auriculoventriculars (o atrioventriculars) i entre els ventricles i les artèries de sortida; en són les quatre següents: 
- La vàlvula tricúspide, que separa l'aurícula dreta del ventricle dret.[56]
- La vàlvula pulmonar, que separa el ventricle dret de l'artèria pulmonar.[57]
- La vàlvula mitral o bicúspide, que separa l'aurícula esquerra del ventricle esquerre.[58]
- La vàlvula aòrtica, que separa el ventricle esquerre de l'artèria aorta.[59]

Convé tenir present la diferència anatòmica entre vàlvula i valva, dos paraules que es confonen amb certa facilitat per influx de la terminologia anglosaxona. La paraula anglesa valve significa ‘vàlvula’ i no ‘valva’, mentre que la paraula valvule significa ‘valva’ i no ‘vàlvula’. Totes les vàlvules d'un cor normal tenen tres valves que s'obren i es tanquen durant el cicle cardíac per tal d'assegurar que la sang circuli en un únic sentit, excepte la vàlvula mitral, que en té només dos.

## Fisiologia

Modelització tridimensional feta per ordinador d'un cor humà bategant

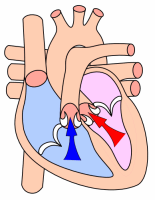
Sístole ventricular

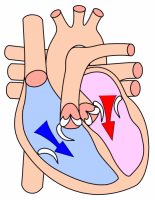
Diàstole

Quan la sang ha arribat a les aurícules, aquestes es contrauen (sístole auricular) i la fan passar als ventricles. En aquell moment, les vàlvules mitral i tricúspide es tanquen i llavors la sang surt per l'artèria aorta (al costat esquerre) i per l'artèria pulmonar (al costat dret), gràcies a la contracció dels ventricles (sístole ventricular).
Al cap d'unes dècimes de segon, el cor es relaxa (diàstole general) i descansa un instant abans de tornar a contraure's.
La sang sense oxigen (bruta), és abocada al cor a través de les venes caves inferior i superior. Així, doncs, les venes caves inferior i superior són les encarregades d'abocar la sang sense oxigen (bruta), al cor. El cor, amb el seu moviment impulsa aquesta sang que han portat les venes caves cap a l'artèria pulmonar perquè vagi als pulmons i s'oxigeni.
Les venes pulmonars porten la sang oxigenada (neta) a l'aurícula esquerra i quan ha passat pel ventricle esquerre, sempre que no existeixi cap malformació, aquest impulsa la sang de forma rítmica cap a l'artèria aorta que porta la sang oxigenada (neta) i la distribueix per tot el cos.
El cicle cardíac complet dura poc més d'un segon i, en absència de patologies o estímuls afegits, es produeix unes 70-80 vegades per minut.
Si no existeix cap anomalia, en el procés es poden escoltar dos sorolls:
- Primer soroll cardíac: tancament de vàlvules tricúspide i mitral.
- Segon soroll cardíac: tancament de vàlvules sigmoides (vàlvules pulmonars i aorta).

Tots dos sorolls es produeixen a causa del tancament sobtat de les vàlvules, però no és el tancament el que produeix el soroll, sinó la reverberació de la sang adjacent i la vibració de les parets del cor i vasos propers. La propagació d'aquesta vibració dona com a resultat la capacitat d'auscultar aquests sorolls i de poder enregistrar-los en un fonocardiograma.
El terme murmuri o buf s'utilitza per anomenar qualsevol soroll cardíac inusual provocat per turbulències en el flux de sang que travessa l'òrgan. En funció de les seves característiques, els bufs es categoritzen en sis graus (escala de Levine). Les causes més comunes d'aquesta mena de sorolls són trastorns de la funcionalitat valvular. Per exemple, el murmuri sistòlic està present en tots els casos de vàlvula tricúspide "en paracaigudes", una malformació congènita poc comuna d'aquesta estructura cardíaca que té un alt índex de mortalitat. Amb freqüència, però, els bufs no tenen cap significació patològica.
L'expulsió rítmica de la sang provoca el pols, que es pot palpar en les artèries radials, caròtides, femorals, etc. Determinats trastorns del pols són signes indicatius de disfunció cardíaca. Per exemple, el pols alternant o el pols paradoxal.
Si s'observa el temps de contracció i de relaxació es veurà que les aurícules estan en repòs, aproximadament, 0,7 segons i els ventricles uns 0,5 segons. Això vol dir que el cor passa més temps en repòs que en treball.
En la fisiologia del cor, cal destacar que les seves cèl·lules es despolaritzen per si mateixes i donen lloc a un potencial d'acció que fa possible la contracció del múscul cardíac. D'altra banda, les cèl·lules del múscul cardíac es "comuniquen" de manera que el potencial d'acció es propaga per totes elles a una velocitat d'uns 0,42 m/s i, si no hi ha cap patologia miocardíaca ni alteracions de la innervació cardíaca simpàtica, la contracció dels ventricles es produeix de forma pràcticament simultània. El múscul del cor mai es tetanitza gràcies al bon control de la contractilitat produït per les variacions del Ca2+ intracel·lular miocardiocitari. És per això que un cor sa no sofreix espasmes de tipus tetànic. Una funció cardíaca normal necessita que el nivell de Ca2+ dels cardiomiòcits sigui prou alt en la sístole i suficientment baix en la diàstole, així com un correcte nivell d'expressió de l'enzim ACE2 en els vasos de l'òrgan. Gràcies a l'impuls elèctric produït per les seves cèl·lules especialitzades, el node sinusal té activitat marcapassos, la qual genera ones lentes a la resta del teixit sinusal.

## Sistema cardionector

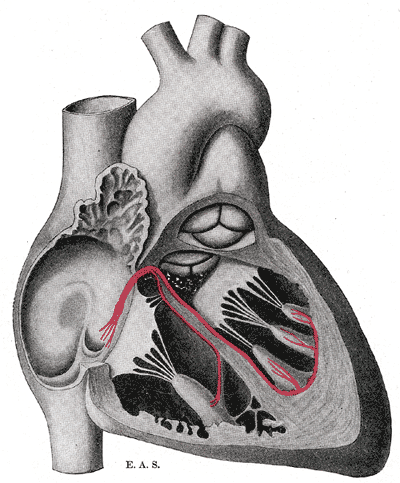
Il·lustració del cor humà

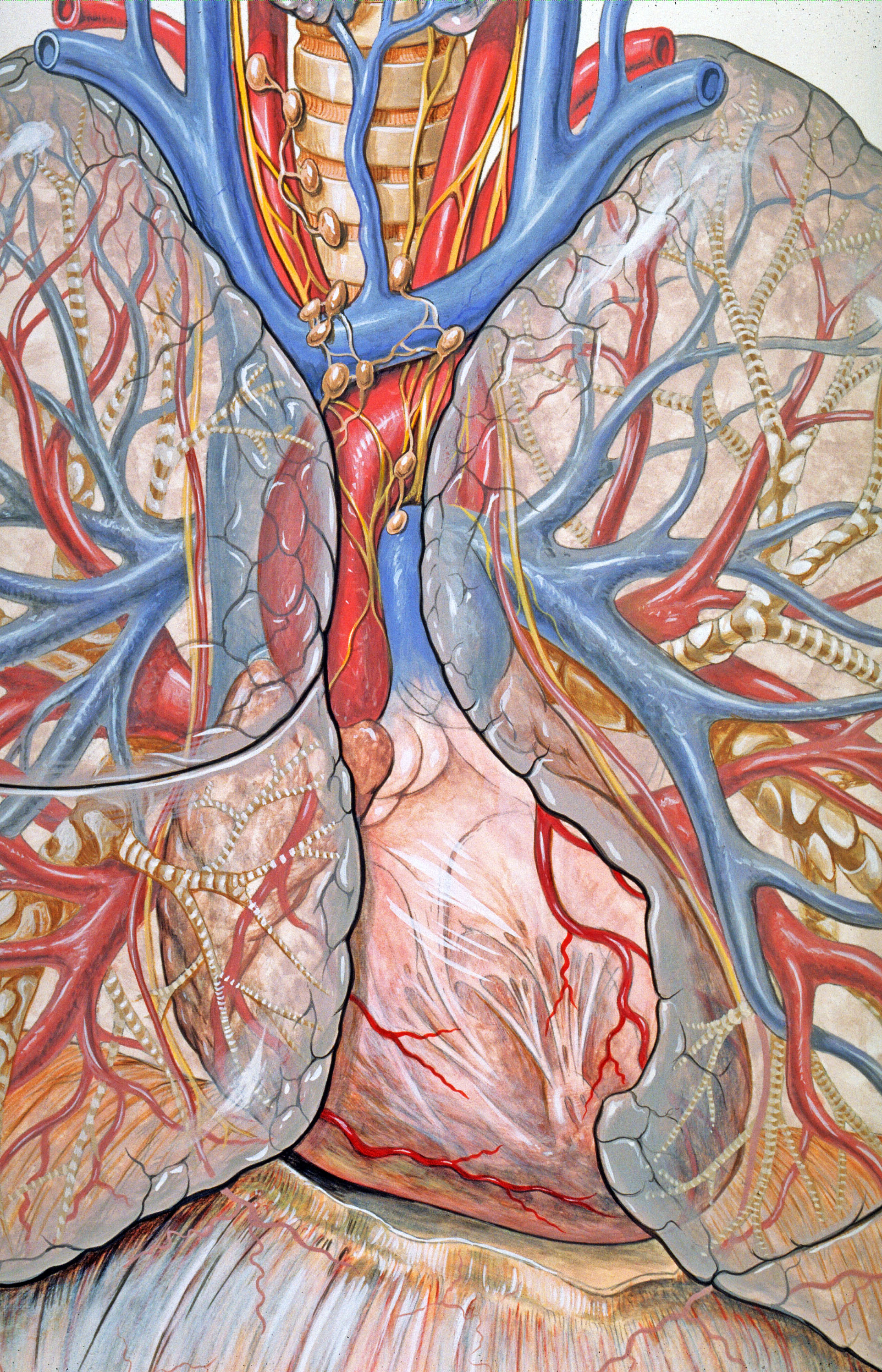
Cor i venes principals

El múscul cardíac (miocardi), a diferència del múscul esquelètic (que necessita un estímul conscient o reflex), s'excita a si mateix. Les contraccions rítmiques es produeixen espontàniament i la seva freqüència canvia de forma automàtica per influxos nerviosos i hormonals, com ara els que susciten l'exercici físic o la percepció d'un perill.
L'estimulació del cor està coordinada pel sistema nerviós autònom, tant per part del sistema nerviós simpàtic (augmenta el ritme i força de contracció) com del parasimpàtic (redueix el ritme i la força cardíacs).
La seqüència de les contraccions és produïda per la despolarització (inversió de la polaritat elèctrica de la membrana a causa del pas d'ions actius al seu interior) del node sinusal o node de Keith i Flack, situat a la paret superior de l'aurícula dreta. El corrent elèctric produït, de l'ordre dels microvolts, es transmet al llarg de les aurícules i passa als ventricles pel node auriculoventricular (node AV) situat en la unió entre els dos ventricles, format per fibres especialitzades. El node AV serveix per a filtrar l'activitat massa ràpida de les aurícules. Del node AV es transmet el corrent al feix de His, que el distribueix als dos ventricles, propagant-se en darrer terme per tot el miocardi sincrònicament a través de la xarxa de Purkinje.
Aquest sistema de conducció elèctric explica la regularitat del ritme cardíac i assegura la coordinació de les contraccions auriculoventriculars. L'activitat elèctrica del cor pot ser registrada i analitzada efectuant un electrocardiograma (ECG), prova que requereix la col·locació de diversos elèctrodes específicament situats a la superfície de la pell i desenvolupada a partir dels treballs galvanomètrics del fisiòleg Willem Einthoven.
El miocardi té diverses propietats particulars:
- Batmotropisme: el cor pot ser estimulat, mantenint un llindar.[93]
- Inotropisme (contractilitat): el cor es contrau sota certs estímuls. El sistema nerviós simpàtic té un efecte inotròpic positiu, per tant augmenta la contractilitat del cor.[94] L'ús de digoxina per tractar la insuficiència cardíaca congestiva es basa en aquesta característica miocardíaca.[95]
- Cronotropisme: es refereix al pendent del potencial d'acció. El SN simpàtic augmenta el pendent, per tant produeix taquicàrdia. En canvi el SN parasimpàtic disminueix la freqüència cardíaca. Un control cronotròpic cardíac incompetent provoca intolerància a l'exercici i pot ser causa de trastorns seriosos si no es tracta de forma adequada.[96] El grau d'incompetència cronotròpica és un indicador de la necessitat d'implantació d'un aparell marcapassos en els individus amb insuficiència cardíaca crònica, per tal de prevenir l'empitjorament de la malaltia.[97]
- Dromotropisme (conductibilitat): és la capacitat de conduir els impulsos cardíacs mitjançant el sistema excitoconductor. El SN simpàtic té un efecte dromotròpic positiu, per tant fa augmentar la velocitat de conducció. El SN parasimpàtic és d'efecte contrari. Els antagonistes del Ca2+ retarden la conducció AV i també els efectes de l'estimulació vagal o de substàncies com l'adenosina o la digitalina.[98]
- Lusitropisme: és la relaxació del cor sota certs estímuls.[99][100]

## Dades curioses
- Les vàlvules cardíaques de Drosophila melanogaster mantenen la direccionalitat del flux de la seva hemolimfa. A les larves d'aquesta mosca hi ha una única vàlvula i tres als exemplars adults. Cada vàlvula està formada per dos cardiomiòcits especialitzats i histològicament molt característics.[101] En circumstàncies normals, el cor de D. melanogaster batega unes 4-6 vegades/segon.[102] Les seves característiques, sobretot durant la fase larvària, fan que sigui un bon model experimental per investigar els efectes produïts per un ampli ventall de substàncies en les funcions cardíaques.[103] També s'utilitza en l'estudi del envelliment cardíac,[104] els mecanismes inicials de la cardiogènesi i la genètica de diverses patologies del cor humà.[105]
- El cor dels cocodrils té una estructura tetracameral diferent a la dels altres rèptils. El seu ventricle està dividit en una càmera esquerra i una altra dreta per un septe interventricular complet. De la càmera dreta surten el tronc pulmonar i l'arc aòrtic esquerre i de la càmera esquerra el tronc aòrtic dret. Abans de sortir del ventricle els dos arcs aòrtics estan connectats per un canal estret anomenat foramen de Panizza[106] en honor del anatomista italià Bartolomeo Panizza (1785–1867), qui el va descriure per primera vegada l'any 1833.[107] Aquesta configuració singular augmenta l'eficàcia de la seva irrigació sanguínia durant els períodes d'apnea.[108]
- El peix zebra té un cor amb una insòlita capacitat endògena de regeneració. Pot reparar completament en poques setmanes la pèrdua d'una quarta part de la seva massa ventricular.[109] Aquesta característica fa que sigui un animal idoni per investigar els mecanismes cel·lulars i biomoleculars que regulen l'activitat miocardiocitària després d'una lesió cardíaca.[110]
- El cor dels colibrís representa el 2,5% de la seva massa corporal, el percentatge més alt de tots els ocells. Durant el vol, batega més de 1.000 vegades per minut, aproximadament 250 en repòs i només unes 50 quan aquests animals dormen en estat de letargia.[111]
- El cor d'una balena blava pesa, de mitjana, uns 181 kg.[112] Per adaptar-se a les seves necessitats metabòliques canviants aquests cetacis poden modificar la freqüència cardíaca d'una forma extrema.[113]
- Les girafes tenen un cor d'uns 11 kg i un ventricle esquerre de 7 cm de gruix que genera una gran pressió per tal impulsar la sang arterial fins al cervell.[114] Un complex mecanisme regulador assegura l'estabilitat hemodinàmica cerebral. Està constituït per un sistema reticular de petites artèries que es dilaten en graus diferents i un conjunt de vàlvules als vasos del coll que controlen el flux i el reflux sanguini.[115]
- El cor bomba només el 70% de la sang que es troba a les aurícules i als ventricles. Una important disminució d'aquest percentatge acostuma a ser indicativa d'insuficiència cardíaca greu.[116]
- Hi ha sensors en el nostre sistema circulatori que s'encarreguen de "sentir (o rebre les sensacions de)" les pressions, és per això que es diuen baroreceptors.[117] Al cor tenim baroreceptors de pressió baixa, localitzats a les parets de l'aurícula i en vasos pulmonars, aquests són sensibles a la distensió de les parets. Per exemple, si disminueix l'ompliment normal dels vasos pulmonars i les aurícules, llavors hi haurà un senyal (que arriba al tronc encefàlic) que l'avisi el sistema nerviós que ha d'augmentar l'activitat simpàtica i la secreció d'hormona antidiürètica per tal de compensar aquesta "baixa de volum" que hi ha. També hi ha baroreceptors a la crossa aòrtica i en el si carotidi[118] que, segons es produeixi una disminució o un augment de la pressió sanguínia, estimularan el sistema nerviós simpàtic o parasimpàtic respectivament per a restablir el canvi de la pressió (retroalimentació negativa).[119]
- Durant el desenvolupament intrauterí de l'ésser humà, estructures que compleixen la funció del cor apareixen entre les setmanes 4 i 5 de gestació però, com que l'embrió no disposa d'un sistema nerviós en funcionament, aquest funciona de manera automàtica, i els batecs tenen una freqüència de 160 per minut. Aquesta freqüència augmenta fins a les setmanes 8 a 10. En l'últim trimestre, quan el sistema nerviós ja és funcional, la freqüència disminueix. En aquesta etapa es produeix un control parasimpàtic del ritme cardíac.[120][121]
- En els nounats la freqüència cardíaca és variable i depèn de diversos factors, com ara l'existència determinades característiques genètiques, si neixen prematurs o a terme[122] o el tipus de part.[123] L'anàlisi d'aquesta variabilitat es pot fer servir per avaluar el funcionament del sistema nerviós autònom dels prematurs durant el seu període d'adaptació postnatal.[124]
- Al miocardi hi han uns 2.000 capil·lars/mm². Durant els primers anys de vida, el cor té 6x10⁹ miòcits i als 90-100 anys només queda una tercera part d'aquesta xifra. Es perden, aproximadament, 38 milions de miòcits cada any. Tots els dies, el cor utilitza entre 3,5-5 kg d'ATP per funcionar i l'energia que produeix en 24 h podria desplaçar una tona 12,5 m.[125] Se sap que les cèl·lules del miocardi es poden regenerar després de sofrir diversos tipus de danys, però de forma limitada.[126] Els avenços en el coneixement d'aquesta capacitat de renovació han impulsat els estudis orientats a estimular-la emprant intervencions no farmacològiques a fi de reduir el nombre de morts causats per cardiopaties greus, com ara les d'origen isquèmic.[127]
- Una rara malformació fetal, incompatible amb la vida, que es veu en alguns casos d'embaràs geminat monocorial (~1 cas/34.600 naixements) i insòlitament d'embaràs triple[128] és l'acàrdia.[129][130] Representa el màxim grau de la síndrome de transfusió fetofetal[131] i freqüentment s'acompanya d'anencefàlia.[132] Es parla de acàrdia anceps quan en el fetus acardíac existeixen rudiments cefàlics i troncals.[133] En l'acàrdia acormus, la variant més rara d'aquest tipus de anormalitat teratològica, el cap és l'estructura fetal més desenvolupada.[134]
- Excepcionalment, en siamesos units per la regió toràcica existeix un cor únic, fet que impossibilita la seva separació quirúrgica.[135] També ha estat descrit algun cas de siamesos de cor individual i ventricles separats, però amb fusió auricular.[136]
- L'ectopia cordis (cor ectòpic) és una altra malformació cardíaca infreqüent. En ella, el cor està ubicat totalment o parcialment fora del tòrax. S'associa moltes vegades amb altres defectes cardíacs[137] i té una prevalença d'entre 1-5 casos/milió de naixements. No és rar que aparegui en el context d'una síndrome de Cantrell.[138]
- La síndrome del cor esquerre hipoplàstic és una malaltia molt greu amb una alta heretabilitat,[139] que afecta a un 3% de tots els nadons amb anomalies cardíaques congènites. Comprèn un ampli espectre de lesions caracteritzades per la manca de desenvolupament de les estructures esquerres de l'òrgan.[140] En casos extrems pot existir atrèsia aòrtica i/o mitral acompanyada d'absència virtual del ventricle esquerre.[141] Aquesta síndrome requereix un tractament quirúrgic d'especial complexitat.[142] Es veu algunes vegades en el context d'una deleció de tipus DiGeorge (en el cromosoma 22q11.2).[143]
- L'existència d'una vàlvula aòrtica quatricúspide és una anomalia congènita força inusual[144] (normalment aquesta vàlvula té tres valves i no quatre) que fou descrita per primera vegada l'any 1862. Acostuma a presentar-se de forma aïllada i es classifica segons la mida i la morfologia de les seves múltiples variants anatòmiques.[145] Moltes vegades es detecta incidentalment.[146] La troballa d'una vàlvula aòrtica unicúspide és un fet encara més inusitat, tant en nens[147] com en adults.[148][149] Per contra, la vàlvula aòrtica bicúspide és una de les malformacions cardíaques més comunes.[150]
- En el defecte cardíac congènit anomenat cor triatriatum, una prima membrana fibromuscular divideix en dos parts l'aurícula dreta o l'esquerra formant tres compartiments atrials. Amb això, el cor té cinc cambres diferenciades i no quatre com és normal. El cor triatriatum esquerre és el més abundant i sol estar associat a altres anomalies cardiovasculars.[151] Els nounats que tenen questa condició presenten hipoxèmia persistent greu i requereixen cirurgia reparadora.[152] Són molt pocs els casos que es diagnostiquen durant l'edat adulta, la majoria a causa de símptomes similars als de l'estenosi mitral.[153]
- L'anomalia d'Ebstein, descrita per primera vegada l'any 1866 pel metge alemany Wilhelm Ebstein, és una malformació inhabitual caracteritzada per anormalitats d'importància variable en la vàlvula tricúspide i el ventricle dret.[154] Coexisteix freqüentment amb altres defectes congènits cardiovasculars.[155] Està originada per mutacions a diversos gens, com ara NKX2-5, MYH7 i TPM1.[156]
- Gairebé tothom té el cor al centre (entre els pulmons) però hi ha una petita proporció de la població (0,01%) que té el cor inclinat cap a la dreta.[157] Les persones amb aquesta malposició cardíaca tenen un considerable risc de sofrir arrítmies, en especial fibril·lacions auriculars.[158]
- La malaltia coronària és la patologia cardíaca més freqüent en adults, representa el 32,7% de tots els trastorns cardiovasculars[159] i provoca cada any uns set milions de morts arreu del món.[160] La diferència de gènere en la seva incidència general s'ha reduït molt al llarg de les darreres dècades.[161]
- Els tumors cardíacs, siguin benignes o malignes, són poc freqüents.[162] El tipus més comú és el mixoma, una neoplàsia benigna del teixit conjuntiu que acostuma a aparèixer en les aurícules, predominantment en l'esquerra.[163] Està format per un estroma ric en polisacàrids, nombrosos vasos sanguinis i cèl·lules poligonals o estelades que reben el nom de lepídiques pel seu aspecte escatós. Les cèl·lules lepídiques poden estar aïllades o, amb major freqüència, agrupades en nius perivasculars. Al voltant d'aquestes agrupacions poden existir canvis hemorràgics, infiltrats inflamatoris, depòsits d'hemosiderina, calcificacions distròfiques i punts d'ossificació metaplàsica amb focus necròtics.[164] Un 7% dels mixomes cardíacs, aproximadament, s'associa a una malaltia hereditària autosòmica dominant anomenada complex de Carney.[165] Les metàstasis cardíaques provinents de càncers primaris originats en altres llocs del cos es veuen més sovint.[166] Poden envair el cor per extensió directa, per via hematògena, a través del sistema limfàtic o intracavitàriament des de la vena cava o les venes pulmonars.[167]
- Durant molts segles el cor fou un òrgan intocable per a la Medicina. S'ha dit que l'home va trigar més de 2.500 anys per salvar la distància entre la pell i el pericardi (uns 3 cm). El prestigiós Theodor Billroth afirmà l'any 1883: 'el cirurgià que intenti suturar el cor, perdrà el respecte dels seus col·legues'.[168]
- El cirurgià alemany Ludwig Rehn practicà la primera intervenció quirúrgica cardíaca amb èxit el 1896. Va operar a un noi de 22 anys ferit per arma blanca en una baralla. Aconseguí suturar un tall al ventricle dret i resoldre el tamponament cardíac que sofria el pacient.[169] A Boston,el cirurgià Robert E. Gross va efectuar la primera lligadura amb èxit i ben documentada d'un ductus arteriós persistent l'any 1938.[170]
- Rares vegades, després d'un traumatisme penetrant, projectils o trossos d'ells queden retinguts al cor durant anys i són descoberts de forma incidental.[171] Poden arribar al ventricle dret com a resultat d'una embolització venosa.[172][173]
- El nord-americà Clarence Walton Lillehei (1918–1999) fou pioner en el desenvolupament de la cirurgia a cor obert i un gran impulsor a la seva època dels procediments de reparació i substitució valvular[174] i del disseny de marcapassos artificials.[175]

### Trasplantament de cor
El 3 de desembre de 1967, Louis Wahskanski, un comerciant sud-africà, va ser el primer pacient del món a rebre un cor trasplantat.
El cirurgià Christiaan Barnard (Beaufort West, 1922–Xipre, 2001) va passar a la història de la medicina com el primer que aconseguia fer un trasplantament de cor en humans. Abans, metges com Vladimir Demikhov i Norman Shumway havien fet una operació similar en animals, però no van gosar traslladar l'experiència en humans per por a les possibles infeccions. Barnard, al capdavant d'un equip de 20 metges de l'hospital Groote Schuur, va trasplantar el cor d'una jove de 25 anys morta per traumatisme cranioencefàlic derivat d'un accident de cotxe a Louis Wahskanski, de 53 anys. El cor del donant es retirà seguint la tècnica desenvolupada per Shumway i es mantingué sota perfusió mecànica a 10º mentre es preparava al receptor emprant una combinació d'irradiació local, prednisona, azatioprina i actinomicina C per evitar un possible rebuig. Tot i arrossegar una malaltia cardíaca incurable i ser diabètic, el pacient va sobreviure al trasplantament durant 18 dies, fins que morí a causa d'una pneumònia per Pseudomonas.
L'entusiasme del primer moment, però, es va esvair pocs anys després en veure que els resultats de la supervivència a mitjà termini eren escassos. Dels primers 100 trasplantats, només sis sobrevisqueren més enllà del primer any després de la intervenció. L'activitat de trasplantament es deturà pràcticament. Només l'equip de la Universitat Stanford perseverà en els trasplantaments, en menor mesura a París, i puntualment en altres centres mantenen l'interès pel trasplantament cardíac i duen a terme regularment intervencions clíniques alhora que una activitat paral·lela de recerca sobre els mecanismes, detecció i tractament del rebuig. La introducció de la ciclosporina a la dècada de 1980 inicia una segona fase del trasplantament cardíac, ja que -malgrat provocar alguns efectes adversos d'importància- les propietats immunosupressores d'aquest compost eviten significativament el rebuig de l'òrgan. Els bons resultats s'acompanyen d'una ràpida expansió d'unitats de trasplantament i d'un rellançament de les intervencions, les quals passen a ser un procediment convencional de cirurgia cardíaca cap al 1983. L'any 1985 fou practicat a Califòrnia el primer trasplantament cardíac neonatal amb posterior supervivència del malalt a llarg termini.
A Catalunya (pionera a l'estat), la primera intervenció amb èxit es va portar a terme a l'hospital de la Santa Creu i Sant Pau de Barcelona el 4 de maig de 1984 a càrrec del doctor Josep Maria Caralps i el seu equip de cirurgians. Entre 1984 i 2016 es realitzaren 1.306 trasplantaments cardíacs a hospitals catalans.
Segons xifres de l'Organització Nacional de Trasplantaments, en el món ja s'han realitzat gairebé 100.000 trasplantaments cardíacs, 304 d'ells a l'estat espanyol només en el decurs de l'any 2017 i amb un temps mitjà d'espera per l'operació de 112 dies. D'acord al Registro Español de Trasplante Cardiaco durant el període 1984-2017 es practicaren 8.173 trasplantaments de cor als 19 hospitals inclosos en aquest registre, aconseguint-se una supervivència postoperatòria del 80% a 1 any i del 70% als 5 anys en els malalts intervinguts amb assistència ventricular. A prop d'un 3% de tots els trasplantaments cardíacs requereix un retrasplantament. Aquesta és una cirurgia molt selectiva i no exempta de valoracions ètiques.

## El mite del cor
| «                                                     | L'esperit conscient mora més avall, al cor. Té la forma d'un gran préssec; està cobert per les ales dels pulmons, suportat pel fetge i servit per les entranyes. Aquest cor és dependent del món extern. Si no es menja per un dia se sent extremadament incòmode. Si sent alguna cosa espantosa, batega, si sent alguna cosa enutjosa, queda paralitzat, si es veu davant la mort, es torna trist, si veu alguna cosa bella, es torna encegat. | » |
| — anònim xinès. segle VIII, El secret de la Flor d'Or | |   |

### Centre d'energia
En la tradició hindú es considera que en el cos hi ha localitzats diferents centres d'energia, els chakra. A l'alçada del cor se situa l'anajata; és el quart començant des del cap. En aquest s'uneixen les energies materials amb les espirituals, perquè els 3 chakres superiors és on radiquen les energies intel·lectuals i espirituals, metre que en els inferiors radiquen la sexualitat, les emocions i els instints. És en l'anajata (o centre del cor) on s'uneixen.

### El saltador, emocionador
La consciència més comuna que tenim és que el cor "salta", sigui a causa dels esforços sigui amb les emocions.
En una investigació lingüística sobre la paraula cor, des del llatí, el grec, les llengües indoeuropees i el sànscrit, el terme cor significa el saltador. En frases com: «em saltà el cor», «tragué el cor per la boca», etc., aquesta relació entre cor i emoció és més comuna en les cultures occidentals. Aquestes sensacions emocionals han estat descrites en la literatura i l'art en general: «em trenca el cor», «se m'ha aturat el cor», «estic corprès», etc. La imatge mitològica de Cupido i Eros llençant fletxes al cor per enamorar les persones forma part de la nostra cultura, i la literatura i la pintura religioses en van plenes d'exemples, sobretot a les obres relacionades amb el catolicisme, com ara el cor ferit de Crist i de la verge Maria com a símbol del seu amor per la humanitat o la llum que surt del cor de Crist. El culte al Sagrat Cor de Jesús es va incrementar considerablement després de la divulgació de les experiències místiques de la monja francesa Margarida Maria Alacoque (1647-1690), en bona part gràcies la influència dels jesuïtes.
El cor és tractat com un símbol del que és humà, emotiu i espiritual, en moltes èpoques i cultures. És el símbol d'allò irracional i intuïtiu, de les accions poc meditades, en contraposició al que és racional, al cervell i el cap: «Pensa amb el cap, no amb el cor».
El cor valora de manera directa, intuïtiva. Té una visió, generalment, molt profunda i duradora. Diem: «això m'ho diu el cor», «em surt del cor». Jung relata, en la seva autobiografia, que un cap indi dels EUA li digué: «Els blancs estan bojos, diuen que pensen amb el cap, nosaltres pensem amb el cor».
Blaise Pascal, al segle xvii, encunyà la famosa frase: «El cor té raons que la raó no entén», com a reflex d'aquesta comprensió amb el cor, basada en intuïcions, emocions, valors, imatges, visions, que no són tan segurs com la raó, però que tenen força, sentit i un pes intern que la raó no aconsegueix construir.
Aquestes imatges i idees es reflecteixen en el català i en les altres llengües romàniques derivades del llatí. En moltes paraules s'empra l'arrel llatina cor (cor). El significat d'aquests mots ens aporta altres idees sobre els significats més antics de la paraula:
| - Cordial: que ve del cor, afectuós. - Acordar: harmonitzar dos o més cors, resoldre de comú acord. - Recordar: tornar al cor, a la memòria, fer present. | - Coratge: actuar amb el cor. - Discòrdia: a part, en dificultat, separat del cor. - Misericòrdia: de miser: infeliç, cor inclinat cap a l'infeliç. |

En la cultura maia el cor era vist com el centre de la vida, de força, l'única cosa que podia alimentar els déus. S'oferien sacrificis humans als déus: en aquests els sacerdots maies extreien el cor d'un guerrer i se'l menjaven. Els guerrers sacrificats eren capturats en les anomenades guerres florides, les quals es creu que el seu fi últim era la captura d'aquests guerrers.
El cor era l'únic òrgan que els egipcis deixaven en l'interior de la mòmia, com a centre necessari al cos per a la vida eterna. En la doctrina tradicional de l'antic Egipte el cor és el veritable assentament de la intel·ligència i el cervell n'és un mer instrument de realització. Segons els alquimistes el cor és la imatge del sol en l'ésser humà, com l'or és la imatge del sol en la Terra.
En la tradició bíblica el cor expressa la consciència interior, la vida afectiva, l'assentament de la intel·ligència i de la sagacitat. Associat a l'esperit, en la tradició islàmica representa la contemplació i la vida espiritual. Per als sufís és el tron de la misericòrdia, l'espill del món invisible i de Déu.
Aristòtil creia que el cor humà era el lloc on es rebia la informació provinent del cervell, es controlaven els moviments i s'originaven les sensacions i les respostes als estímuls de l'entorn. A principis del segle xi, en l'obra Cànon de la Medicina, Avicenna integrà les idees aristotèliques sobre el cor amb els conceptes fisiològics d'Hipòcrates i Galè. Avicenna pensava que el cor era un òrgan intel·ligent, que dirigia a tots els altres i que en ell es generava el poder vital -l'alé o calor innata- del cos. Els seus postulats es consideraren vàlids fins al Renaixement.
Avui dia, l'ús metafòric de la paraula cor segueix sent habitual.

## Relació entre el sistema circulatori i els altres sistemes
- Sistema circulatori i sistema respiratori.[204] Els pulmons són les estructures del sistema respiratori encarregades de purificar la sang. La sang és purificada pels alvèols, són petites terminacions cegues dels bronquíols, on es produeix l'entrada d'oxigen a la sang per a ser distribuïda a totes les cèl·lules del cos. Aquestes cèl·lules, després de consumir l'oxigen, alliberen diòxid de carboni a la sang, que el porta als alvèols pulmonars per ser expulsats del cos i així novament captar oxigen útil.[205] Les interaccions entre els pulmons i el cor són moltes i complexes.[206] Una disfunció cardíaca repercuteix sobre la normal activitat respiratòria i viceversa,[207] característica derivada anatòmicament de la doble circulació pulmonar-sistèmica pròpia d'aus i mamífers.[208] Alguns exemples mèdics molt evidents d'aquesta dependència mútua són el cor pulmonar,[209] la miocardiopatia de takotsubo[210] la hipertensió pulmonar per disfunció cardíaca esquerra[211] o la tetralogia de Fallot.[212]
- Sistema circulatori i sistema ossi. El sistema ossi es relaciona amb el circulatori, ja que a l'interior dels ossos es troba la medul·la òssia, que constitueix una zona molt important, ja que en el seu interior es formen els glòbuls vermells i alguns glòbuls blancs com els granulòcits i els monòcits. Estudis epidemiològics indiquen una vinculació entre l'osteoporosi, les afeccions cardiovasculars i la mortalitat derivada d'aquestes, en particular la produïda per cardiopatia isquèmica. Si bé tradicionalment s´han considerat processos independents associats a l'edat, moltes evidències sòlides han posat de manifest l'existència de mecanismes fisiopatològics comuns.[213] El nivell plasmàtic de certes proteïnes d'origen ossi, com l'osteocalcina[214] i l'osteoprotegerina (denominada també TNFRSF11B),[215] influeix en la progressió de l'ateroesclerosi.[216]
- Sistema circulatori i sistema digestiu. Per funcionar, el nostre organisme necessita combustible, aquest combustible el donen els aliments que després de ser processats en l'aparell digestiu, lliuren les substàncies nutritives a la sang. El pàncrees, òrgan de l'aparell digestiu, secreta enzims digestius i hormones que ajuden a regular la concentració de glucosa a la sang. Un altre òrgan de l'aparell digestiu que ajuda al sistema circulatori és el fetge, que té la funció d'eliminar els productes de rebuig, com ara la bilirubina, que procedeixen de la renovació de les cèl·lules de la sang (glòbuls vermells). A més sintetitza gran quantitat de proteïnes indispensables per a la sang i l'equilibri de l'organisme. Hi ha autors que han observat una associació entre el restrenyiment i un increment del risc de sofrir patologies cardiovasculars.[217][218]
- Sistema circulatori i sistema excretor. El metabolisme cel·lular produeix nombrosos residus, alguns dels quals són tòxics o capaços d'alterar les reaccions químiques normals. Aquestes deixalles mòbils són passades a la sang per portar-les al sistema excretor i eliminar-les. La sang es filtra en el sistema excretor pels ronyons, que deixen passar les deixalles per a ser eliminades per mitjà de l'orina. Les substàncies que queden retingudes en el ronyó, com els glòbuls sanguinis i les proteïnes, són novament utilitzades per l'organisme.[219] Hi ha una relació directa entre les patologies renals cròniques i la patologia cardíaca. Per una banda, les malalties del cor són la causa fonamental de mort més comuna dels pacients amb insuficiència renal avençada, Per una altra, l'existència d'una afecció renal concomitant en un individu que sofreix un trastorn cardíac empitjora molt el seu pronòstic, tingui altres factors de risc o no.[220][221]